# Triângulo do drama de Karpman
O triângulo do drama é um modelo social de interação humana – o triângulo mapeia um tipo de interacção destrutiva que pode ocorrer entre pessoas em conflito. O modelo do triângulo do drama é uma ferramenta usada em psicoterapia, especificamente Análise transacional.

## Origem
O triângulo do drama é um modelo social que foi concebido por Stephen Karpman, um estudante estudando Eric Berne, o pai de análise transacional. Berne incentivou Karpman a publicar o que Berne se referia como "triângulo de Karpman". O artigo de Karpman foi publicado em 1968. Karpman recebeu o Eric Berne Memorial Scientific Award em 1972 por este trabalho.
Através do uso popular e o trabalho de Karpman e outros, o triângulo de Karpman tem sido adaptado ao uso em análise estrutural (definindo o conflito de papéis de perseguidor, vítima e socorrista) e análise transacional (diagramação de como os participantes trocam de papéis em conflito).

## Teoria
Karpman usou triângulos para mapear relações transicionais conflitantes ou de drama intenso. O Triângulo de Drama de Karpman modela a ligação entre a responsabilidade pessoal e de energia em conflitos, e os destrutivos e inconsistentes papéis que pessoas encenam. Ele definiu três funções no conflito; Perseguidor, Socorrista (uma posição superior) e da Vítima (uma posição inferior). Karpman colocou essas três funções em um triângulo invertido e se refere a eles como sendo os três aspectos, ou faces do drama. Karpman, que tinha interesses em atuar e foi membro do Screen Actors Guild, escolheu o termo "triângulo do drama" ao invés do termo "triângulo do conflito", como a Vítima em seu modelo não serve para representar uma vítima real, mas sim alguém sentimento ou agindo como uma vítima.
1. A Vítima: A posição da vítima é "Pobre de mim!"  A Vítima se sente vitimada, oprimida, indefesa, sem esperança, sem força, envergonhada, e parece incapaz de tomar decisões, resolver problemas, ter prazer na vida, ou atingir introspecção. A Vítima, se não está sendo perseguida, vai procurar um Perseguidor e também um Socorrista que vai salvar o dia mas também perpetuar os sentimentos negativos da Vítima.
2. O Socorrista: A fala do socorrista é "Deixe-me ajudá-la". Um clássico habilitador, o Socorrista sente-se culpado se ele/ela não vá para o resgate. Ainda assim, o resgate dele/dela tem efeitos negativos: mantém a Vítima dependente e dá a Vítima permissão para falhar. As recompensas derivadas a partir deste papel de resgate são de que o foco é levado para fora do socorrista. Quando ele/ela se concentra sua energia em alguém, que lhes permite ignorar a sua própria ansiedade e problemas. Este papel de resgate também é muito essencial, porque o verdadeiro interesse principal dele é realmente evitar seus próprios problemas disfarçados de preocupação para as necessidades da vítima.
3. O Perseguidor: (também conhecido como Vilão) O Perseguidor insiste, "É tudo culpa sua."  O Perseguidor é controlador, o que culpa, crítico, opressor, raivoso, autoritário, rígido, e superior.

Inicialmente, um triângulo do drama surge quando uma pessoa assume o papel de vítima ou perseguidor. Esta pessoa então sente a necessidade de contratar outros jogadores para o conflito. Como muitas vezes acontece, um socorrista é incentivado a entrar a situação. Esses jogadores contratados assumem papéis deles mesmos que não são estáticos, e portanto vários cenários podem ocorrer. Por exemplo, a vítima pode ativar o salvador, o salvador então muda para perseguidor (vilão).
As motivações de cada participante e a razão de a situação perdurar é que cada um recebe o seu não dito (e freqüentemente inconsciente) desejos/necessidades psicológicas em uma maneira que eles sentem-se justificados, sem ter de reconhecer a amplo disfunção ou dano feito na situação como um todo. Como tal, cada participante está agindo de acordo com suas próprias necessidades egoístas, ao invés de agir em uma maneira verdadeiramente responsável ou altruísta.[carece de fontes?]
Assim, qualquer personagem de todos os três neste triângulo pode "ordinariamente vir como uma vítima melancólica; é agora claro que a pessoa pode mudar o papel de Perseguidor dado que seja 'acidental' e ele se desculpa por isso".
As motivações do socorrista são as menos óbvias. Nos termos do drama do triângulo, o socorrista é alguém que tem um motivo misto ou secretivo e está na verdade beneficiando-se egoicamente de alguma forma de ser "a pessoa que salva". O socorrista tem uma motivo de superfície de resolver o problema e parece fazer um grande esforço para resolvê-lo, mas também tem um motivo oculto para não ter sucesso, ou para suceder de forma que eles se beneficiam. Por exemplo, eles podem desenvolver um aumento de auto-estima ou receber respeito status de resgate, ou derivar prazer por ter alguém a depender e confiar neles – e agir de uma forma que aparentemente parece estar tentando ajudar, mas em um nível mais profundo aproveita-se da vítima a fim de continuar recebendo uma recompensa.[carece de fontes?]
Em alguns casos, a relação entre a vítima e o socorrista pode ser um de co-dependência. O socorrista mantém a vítima dependente deles encorajando a vitimização dela. A vítima obtém suas necessidades satisfeitas por ter o socorrista cuidando deles.
Em geral, os participantes tendem a ter um papel primário ou habitual (vítima, socorrista, perseguidor) quando entram em drama triângulos. Os participantes primeiro aprendem a sua habitual função em sua família de origem. Apesar de cada um dos participantes ter um papel com o qual eles mais se identificam, uma vez no triângulo, os participantes giram através de todas as posições, indo totalmente ao redor do triângulo.
Cada triângulo tem uma recompensa para quem joga. A antítese de um drama triângulo está em descobrir como privar os atores de seu pagamento.

## Contexto histórico
O movimento de terapia de família.  Após a Segunda Guerra Mundial, terapeutas observaram que, enquanto muitos de pacientes veteranos de batalha rasgados se reajustaram logo depois de voltar para suas famílias, alguns pacientes não; alguns até regrediram quando eles voltaram para o ambiente doméstico. Os pesquisadores sentiram que precisavam de uma explicação para isso e começaram a explorar a dinâmica da vida familiar, e assim começou o movimento de terapia de família. Antes dessa época, psiquiatras e psicanalistas focaram-se na psique já desenvolvida dos pacientes e minimizou detratores externos. Fatores intrínsecos foram abordadas e extrínsecos reações foram considerados como provenientes de forças dentro da pessoa.
Análise transacional.  Na década de 1950, Doutor em Medicina Eric Berne desenveu a Análise Transacional - um método para estudar as interações entre os indivíduos. Esta abordagem foi profundamente diferente da de Freud. Enquanto Freud depende de perguntar aos pacientes sobre si mesmos,  Berne sentiu que um terapeuta pode aprender observando o que foi comunicado (palavras, linguagem corporal, expressões faciais) em uma transação. Então em vez de perguntar diretamente o paciente perguntas, Berne frequentemente observaria o paciente em um ambiente de grupo, levando em conta todas as transações que ocorreram entre o paciente e outras pessoas.
Triângulos/triangulação.  A teoria da triangulação foi originalmente publicada em 1966 por  Murray Bowen, M. D. como uma das oito partes da teoria dos sistemas familiares de Bowen. Doutor em Medicina Murray Bowen um dos pioneiros na teoria de sistemas familiares, começou o trabalho inicial dele com esquizofrênicos na Menninger Clinic, de 1946 a 1954. A triangulação é o "processo através do qual um relacionamento de dois indivíduos que estão enfrentando tensão vai naturalmente envolver terceiros, para reduzir a tensão". De forma simplista, quando as pessoas se encontram em conflito com outra pessoa, eles vão procurar uma terceira pessoa. O triângulo resultante é mais confortável pois pode conter muito mais tensão porque a tensão está sendo deslocado em torno de três pessoas, em vez de dois.
Bowen estudou a díade da mãe e a sua criança esquizofrênica enquanto ele tinha ambos vivendo em uma unidade de pesquisa da Menninger clinic. Bowen em seguida mudou-se para o Instituto Nacional de Saúde Mental (NIMH), onde residiu 1954 a 1959. No NIMH Bowen estendeu a hipótese dele de incluir o tríade pai-mãe-filho. Bowen considerou diferenciação e triângulos o ponto crucial da teoria dele, e da Teoria de Sistemas Famíliares de Bowen. Bowen usou intencionalmente a palavra triângulo ao invés de incluir tríade. Na Teoria de Sistemas Famíliares de Bowen, o triângulo é uma parte essencial de um relacionamento.
Casais deixaram os próprios recursos deles oscilarem entre proximidade e distância. Duas pessoas tendo este desequilíbrio muitas vezes têm dificuldade em resolve-los por si mesmos. Para estabilizar a relação, o casal muitas vezes procura a ajuda de terceiros para ajudar a restabelecer a intimidade. Um triângulo é o menor sistema de relação possível que pode restaurar o equilíbrio em um momento de estresse. A terceira pessoa assume uma posição de fora. Em períodos de estresse, a posição de fora é a posição mais confortável e desejada. O posição interior é atormentado pela ansiedade, juntamente com a sua proximidade emocional. O estranho serve para preservar do relação do casal de dentro. Bowen notou que nem todos os triângulos são construtivas – alguns são destrutivos.
Triângulos patológicos/perversos.  Em 1968, o  Doutor em Medicina Nathan Ackerman conceituou um triângulo destrutivo. Ackerman afirmou "nós observamos certas constelações de interação familiar que temos epitomizado como o padrão de interdependência famíliar, funções essas de destruidor ou perseguidor, a vítima de um ataque de bode expiatório, e o curador da família ou o médico de família.  Ackerman também reconhece o padrão de ataque, defesa e contra-ataque, como a alteração de papéis.
Triângulo de Karpman.  Em 1968, o Doutor em Medicina Stephen Karpman, teoriza o Drama do Triângulo de Karpman em um artigo intitulado análise de contos de Fadas e de script de teatro. Karpman foi um graduado recente da Escola de Medicina da Universidade de Duke e estava fazendo estudos pós pós-graduação sob Eric Berne no momento.

## Análise transacional
Eric Berne, um psiquiatra nascido canadense, criou a teoria da análise transacional, no meio do século XX, como uma forma de explicar o comportamento humano. A teoria de Berne da análise transacional foi baseada nas ideias de Freud, mas foi bem diferente. Psicoterapeutas Freudianos focaram-se na terapia da conversa como uma forma de obtenção de conhecimento sobre a personalidade de seus pacientes. Berne acreditou que a introspecção poderia ser melhor descoberta através da análise de transações sociais de pacientes.
Jogos em análise transacional refere-se a uma série de transações que são complementares (recíprocas), com segundas intenções, e prossegue em direção a resultados previsíveis. Neste contexto, o Drama do Triângulo de Karpman é um "jogo".
Jogos são muitas vezes caracterizados por uma troca de papéis dos jogadores até o fim. O número de jogadores pode variar. Jogos neste sentido são dispositivos utilizados (muitas vezes inconscientemente) por pessoas para criar uma situação em que eles podem legitimamente sentir certos sentimentos resultantes como raiva ou superioridade) ou justificadamente tomar ou evitar tomar certas ações onde os próprios desejos interior deles diferem das expectativas da sociedade. Eles sempre são um substituto para um sentimento adulto mais genuíno e cheio e a resposta que seria mais apropriada. Três variáveis quantitativas são muitas vezes úteis levar em conta para os jogos:
Flexibilidade: "A capacidade dos jogadores de alterar a moeda do jogo (isto é, as ferramentas que utilizam para jogá-lo). "Alguns jogos...podem ser jogados corretamente com apenas um tipo de moeda, enquanto outros tais como jogos exibicionistas, são mais flexíveis", de modo que os jogadores podem deslocar-se de palavras, para dinheiro, para partes do corpo.
Tenacidade: "Algumas pessoas desistem de seus jogos com facilidade, outros são mais persistentes", referindo-se à maneira como as pessoas insistem aos jogos deles e resistência à ruptura deles com isso.
Intensidade: "Algumas pessoas jogam os jogos deles de uma forma descontraída, outros são mais tensos e agressivos. Jogos assim jogados são conhecidos como jogos fáceis e jogos difíceis, respectivamente", o último a ser jogado de um jeito tenso e agressivo.
As consequências de jogos podem variar desde pequenas vinganças para vinganças construídas ao longo de um longo período de tempo a um grande nível. Com base no grau de aceitabilidade e danos potenciais, os jogos são classificados em três categorias, representando primeiro grau de jogos, de segundo grau de jogos, e de terceiro grau de jogos:
socialmente aceitável,
indesejável mas não irreversívemente prejudicador
pode resultar em mal drástico.
O triângulo de Karpman foi uma adaptação de um modelo que foi originalmente concebido para analisar o play-action pass e o draw play no futebol americano e posteriormente adaptado como uma forma de analisar roteiros de filmes. Karpman é relatado por ter esboçado trinta ou mais tipos de diagrama, antes de ficar com o triângulo. Karpman crédita o filme Valley of the Dolls como sendo um testbed para refinar o modelo no que Berne cunhou como Triângulo do Drama de Karpman.
Karpman agora tem muitas variáveis de triângulo de Karpman em sua teoria totalmente desenvolvida, além da troca de papéis. Estes incluem o troca espacial (privada-pública, aberto-fechado, perto-longe) que precedem, causam, ou acompanham a troca de papéis, e a velocidade de script (número de troca de papéis em uma dada unidade de tempo). Estes incluem o triângulo Ponto de Interrogação, triângulo Falsa Percepção, triângulo Vínculo Duplo triângulo A Indecisão, o triângulo Vicioso Círculo, triângulo Apanhador, triângulo Escape, Triângulos da Opressão, e Triângulos da Liberação, Troca no triângulo, e o triângulo Alcoólicas Família.
Enquanto a análise transacional é o método para se estudar as interações entre indivíduos, um pesquisador postula que líderes baseados em drama podem incutir uma cultura organizacional de drama. Os perseguidores são mais propensos a estar em posições de liderança e uma cultura de perseguidor vai de mão dada com a competição feroz, medo, censura, manipulação, alta rotatividade e risco aumentado de processos judiciais. Há também culturas de vítima que podem levar à baixa moral e de baixo envolvimento bem como esquiva de conflito, e culturas socorristas que podem ser caracterizadas como tendo uma grande dependência do líder, baixa iniciativa e pouca inovação.

## Modelos terapêuticos
O Triângulo de Winner, foi publicado por Acey Choy em 1990 como um modelo terapêutico para mostrar aos pacientes como para alterar transações sociais quando entrando em um triângulo em qualquer um dos três pontos de entrada. Choy recomenda que qualquer pessoa sentir-se uma vítima de pensar mais em termos de ser vulnerável e carinho, que qualquer um atuando como um perseguidor adotar uma postura assertiva, e qualquer um recrutado para ser um socorrista deve reagir por ser "cuidadoso".
- Vulnerável – uma vítima deve ser encorajada a aceitar sua vulnerabilidade, resolver problemas, e ser mais auto-consciente.
- Assertiva – um perseguidor deve ser encorajado a fazer o que eles querem, ser assertivo, mas não ser punitivo.
- Cuidar – um socorrista deve ser encorajado a mostrar preocupação e ser atencioso, mas não extrapolar a resolver problemas para os outros.

O Poder do TED, publicado pela primeira vez em 2009, recomenda que a "vítima" adote o papel alternativo de criador, visualizar o perseguidor como umdesafiante, e recrutar um treinador em vez de um salvador.
- Criador – vítimas são encorajadas a ser orientado para os resultados, em oposição à orientado-para-problema e assumir a responsabilidade de escolher a sua resposta para os desafios da vida. Eles devem se concentrar na resolução de "tensão dinâmica" (a diferença entre a realidade atual e a antevisão de meta ou resultado) tomando passos incrementais para os resultados que ele ou ela está tentando alcançar.
- Desafiante – a vítima é encorajada a ver um perseguidor como uma pessoa (ou situação) que força o criador a clarificar as necessidades dele ou dela, e foca no aprendizado deles e crescimento.
- Treinador – um socorrista deve ser encorajado a fazer perguntas que se destinam a ajudar o indivíduo a fazer escolhas informadas. A principal diferença entre um socorrista e um treinador é de que o treinador vê o criador como um capaz de fazer escolhas e de resolver próprios problemas dele ou dela. Um treinador faz perguntas que permitem que o criador veja as possibilidades de ação positiva, e de concentrar-se no que ele ou ela realmente quer em vez daquilo que ele ou ela não quer.[1]

## Leitura complementar

### Livros
- Emerald, David (2016). The Power of TED. Bainbridge Island: Polaris Publishing Group. ISBN 978-0996871808
- Karpman, Stephen (2014). A Game Free Life. Self Published. * Zimberoff, Diane (1989). Breaking Free from the Victim Trap. Nazareth: Wellness Press. ISBN 978-0962272806
- Harris, Thomas (1969). I'm OK, You're OK. Nova York: Galahad Livros. ISBN 978-1578660759
- Berne, Eric (1966). Games People Play. New York: Ballantine Books. ISBN 978-0345410030

### Artigos
- Johnson, R. Ignorar (2015). Escaping Conflict and the Karpman Drama Triangle. BPDFamily
- Forrest, Lynne (2008). The Three Faces of Victim — An Overview of the Drama Triangle. Transforming Victim Consciousness
- Choy, Acey (1990). The Winner's Triangle Transactional Analysis Journal 20(1):40
- Gurowitz, Edward (1978). Energy Considerations in Treatment of the Drama Triangle. Transactional Analysis Journal January 1978 vol. 8 no. 1 16-18